# NBA G League Rookie of the Year Award
L'NBA G League Rookie of the Year Award è il premio conferito dalla NBA G League al miglior rookie della stagione.

## Vincitori
| Stagione  | Nazionalità     | Giocatore        | Squadra                    |
| --------- | --------------- | ---------------- | -------------------------- |
| 2001-2002 | Stati Uniti     | Fred House       | North Charleston Lowgators |
| 2002-2003 | Stati Uniti     | Devin Brown      | Fayetteville Patriots      |
| 2003-2004 | Stati Uniti     | Desmond Penigar  | Asheville Altitude         |
| 2004-2005 | Stati Uniti     | James Thomas     | Roanoke Dazzle             |
| 2005-2006 | Stati Uniti     | Will Bynum       | Roanoke Dazzle             |
| 2006-2007 | Stati Uniti     | Lou Amundson     | Colorado 14ers             |
| 2007-2008 | Stati Uniti     | Blake Ahearn     | Dakota Wizards             |
| 2008-2009 | Stati Uniti     | Othyus Jeffers   | Iowa Energy                |
| 2009-2010 | Stati Uniti     | Alonzo Gee       | Austin Toros               |
| 2010-2011 | Stati Uniti     | DeShawn Sims     | Maine Red Claws            |
| 2011-2012 | Porto Rico      | Edwin Ubiles     | Dakota Wizards             |
| 2012-2013 | Stati Uniti     | Tony Mitchell    | Fort Wayne Mad Ants        |
| 2013-2014 | Stati Uniti     | Robert Covington | Rio Grande Valley Vipers   |
| 2014-2015 | Stati Uniti     | Tim Frazier      | Maine Red Claws            |
| 2015-2016 | Stati Uniti     | Quinn Cook       | Canton Charge              |
| 2016-2017 | Egitto          | Abdel Nader      | Maine Red Claws            |
| 2017-2018 | Stati Uniti     | Antonio Blakeney | Windy City Bulls           |
| 2018-2019 | Rep. Dominicana | Ángel Delgado    | Agua Caliente Clippers     |
| 2019-2020 | Porto Rico      | Tremont Waters   | Maine Red Claws            |
| 2020-2021 | Stati Uniti     | Paul Reed        | Delaware Blue Coats        |
| 2021-2022 | Stati Uniti     | Mac McClung      | South Bay Lakers           |
| 2022-2023 | Stati Uniti     | Kenneth Lofton   | Memphis Hustle             |
| 2023-2024 | RD del Congo    | Oscar Tshiebwe   | Indiana Mad Ants           |
| 2024-2025 | Stati Uniti     | Trey Alexander   | Grand Rapids Gold          |